# William de Vesci († 1184)

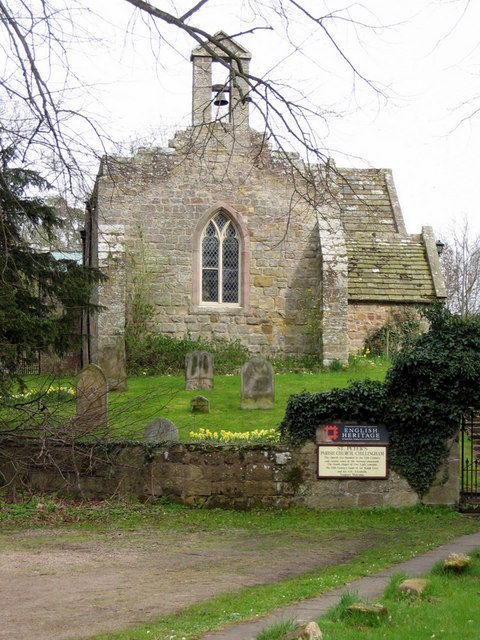
Die von William de Vesci gestiftete Kirche St Peter’s in Chillingham, Northumberland

William de Vesci, auch William de Vescy, (* vor 1157; † 1184 in Alnwick) war ein anglonormannischer Adliger.
Er war der älteste Sohn von Eustace FitzJohn und dessen erster Frau Beatrice de Vesci, der Erbin von Ivo de Vesci. Seine Mutter starb bei seiner Geburt. Nach dem Tod seines Vaters 1157 erbte er dessen umfangreiche Besitzungen in Nordengland und wurde Lord of Alnwick. Da der Großteil der Besitzungen aus dem Erbe seiner Mutter stammte, nahm er den Namen de Vesci an. 
William diente zwischen 1157 und 1170 als Sheriff von Northumberland sowie von 1166 bis 1170 als Sheriff von Lancashire. 1172 und 1174 wurde seine Burg Alnwick Castle Ziel von Überfällen des schottischen Königs Wilhelm I. Beim zweiten Überfall 1174 belagerte der schottische König mit 500 Mann Alnwick Castle, während sein übriges Heer die Umgebung plünderte. William gehörte zusammen mit den Baronen Ranulf de Glanville, Bernard de Balliol und Robert de Stuteville dem englischen Entsatzheer aus Newcastle an, das morgens überraschend das Lager der Belagerer angriff. Die Schotten wurden in die Flucht geschlagen, ihr König Wilhelm I. geriet in Gefangenschaft. 
Er stiftete drei Kirchen in Chatton, Chillingham und Alnham. Kurz vor seinem Tod trat er als Mönch in die von seinem Vater gestiftete Abtei Alnwick ein, wo er auch begraben wurde.
Er heiratete Burga de Stuteville, eine Schwester von Robert de Stuteville. Er hatte zwei Söhne, Eustace und Warine. Sein Sohn Eustace, der sein Haupterbe war, war ein Anführer der Rebellion gegen König Johann Ohneland, die zum Abschluss der Magna Carta und zum Ersten Krieg der Barone führte.